# 33471 Ozuna
33471 Ozuna è un asteroide della fascia principale. Scoperto nel 1999, presenta un'orbita caratterizzata da un semiasse maggiore pari a 2,2758989 UA e da un'eccentricità di 0,1446495, inclinata di 3,77436° rispetto all'eclittica.